# Dieter Laudenbach

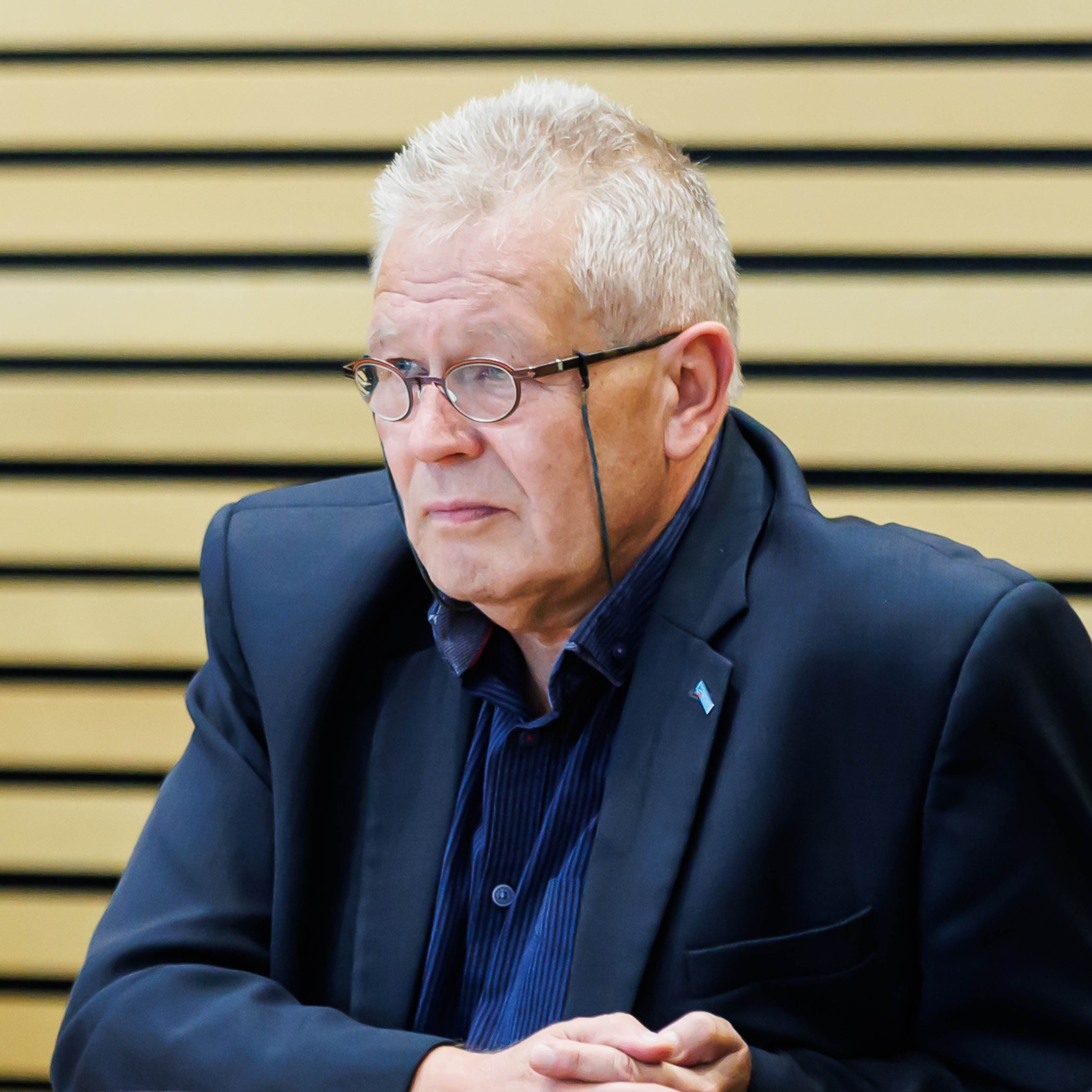
Laudenbach (2024)

Dieter Laudenbach (* 1957 in Dermbach) ist ein deutscher Politiker (AfD) und seit 2019 Mitglied des Thüringer Landtags.

## Leben
Laudenbach war von 1972 bis 1989 im damaligen Interhotel Gera tätig und erwarb 1974 einen Berufsabschluss als Kellner. Er studierte zudem von 1979 bis 1983 an der Fachhochschule Leipzig Wirtschaftsingenieurwesen mit einem Abschluss als Diplom-Ingenieur-Ökonom (FH). Im Juli 2020 wurde bekannt, dass Laudenbach in einer Akte des MfS seit 1986 als inoffizieller Mitarbeiter (IM) mit dem Decknamen „Klaus“ geführt wurde. Eine Verpflichtungserklärung liegt nicht vor. Laudenbach bestreitet, sich wissentlich als IM verpflichtet zu haben, schloss jedoch  nicht aus, im Rahmen seiner Tätigkeit im Interhotel ohne sein Wissen als Quelle „abgeschöpft“ worden zu sein. Die Landtagskommission sieht in ihrem Bericht von Ende Oktober 2023 Stasi-Vorwürfe gegen  Laudenbach als begründet an.
Seit 1990 ist er als Gastronom in Thüringen tätig. Laudenbach wohnt seit 1967 in Gera und ist verheiratet.

## Politik
Im November 2015 wurde Laudenbach Mitglied der AfD. Bei den Kommunalwahlen in Thüringen 2018 wurde er von seiner Partei als Kandidat für das Amt des Geraer Oberbürgermeisters aufgestellt und schaffte es als Zweitplatzierter in den zweiten Wahlgang, wo er dem parteilosen Julian Vonarb unterlag. Bei der Landtagswahl in Thüringen 2019 gelang ihm der Einzug in den Landtag über die Landesliste der AfD. Bei der Landtagswahl in Thüringen 2024 gewann er das Direktmandat im Wahlkreis Gera I mit 36,9 % der Stimmen.